# Grewia barteri
Grewia barteri är en malvaväxtart som beskrevs av Karl Ewald Maximilian Burret. Grewia barteri ingår i släktet Grewia och familjen malvaväxter. Inga underarter finns listade i Catalogue of Life.